# フルルガーデン八千代
- セブン&アイ・ホールディングス
  - イトーヨーカ堂 > フルルガーデン八千代
  - セブン&アイ・クリエイトリンク > フルルガーデン八千代

フルルガーデン八千代（フルルガーデンやちよ）は、千葉県八千代市にあるショッピングセンターである。

## 概要
「セブン&アイ・クリエイトリンク」が運営を受託しているショッピングセンターで、2002年10月29日 専門店モールとイトーヨーカドーの2館体制で開業。開業時、専門店モールの運営管理はららぽーと（現：三井不動産商業マネジメント）が手がけていた。
この土地は元々「国際興業」（東京都中央区）が1989年に購入した区画整理事業地区で、総合スーパーの「ダイエー」がグループ会社を通じ土地を取得し商業施設を建設、核店舗にダイエーが入居する総営業面積約32,700m2のショッピングセンター計画があった。しかし業績悪化に伴い1999年11月24日にダイエーが国際興業に違約金57億円を払い計画を中止した。その後地権者であった国際興業が「国際興業八千代村上ショッピングセンター（仮称）」として自前で建設、核店舗としてイトーヨーカドーが入居したという経緯がある。イトーヨーカドーの投資額は約50億円であった。
2021年のリニューアル以前は、専門店モール棟とイトーヨーカドー棟は徒歩、立体駐車場共に橋が掛かっており人や車が相互に移動が可能な構造であった。現在は専門店モール棟は閉館し解体され、旧イトーヨーカドー棟を改装しイトーヨーカドーと専門店を同居させた1館体制となっている。
近隣にはイオンモール八千代緑が丘、イオンタウンユーカリが丘、MEGAドン・キホーテ八千代16号バイパス店、ジャパンミート八千代店など競合他社が多くあるが、イトーヨーカドーは全店のうち、上位30%に位置する年間売上高の高さがある。
2018年5月にイトーヨーカドーの屋上広告塔が「セブン&アイ」が２面、「ハトマーク」が2面に変更された。しかし、2021年のリニューアルにより、フルルガーデン八千代の看板に変更された。八千代店の屋上広告塔で「ハトマーク」を見ることができたのは、2018年～2021年とセブン&アイ・ホールディングス設立前の2002年～2005年の計6年間のみであった。
閉館した専門店モール内で閉館時まで唯一残ったレストランはイオングループの和ダイニング 四六時中であった。セブン&アイグループのショッピングセンター内にイオングループの店舗がある珍しい形態のショッピングセンターでもあった。
旧専門店モール棟の解体工事は2022年10月頃に終了した。跡地は地上15階建てのマンションが建設される予定。完成は2027年6月頃。

## 沿革

### 八千代ショッピングモール
- 1997年（平成9年）
  - ダイエーが八千代市の土地区画整理事業の一環で、出店申請をした。1999年度中に開業予定であった[7]。
- 1999年（平成11年）
  - 11月24日 - ダイエーが「八千代ショッピングモール（仮称）」の出店を断念すると発表した[7]。

### フルルガーデン八千代
- 2002年（平成14年）
  - 10月29日 - 開業[8]。
  - 開業日は平日であったにもかかわらず、9キロ先の東関東自動車道内まで渋滞が続き、10万人以上が来館した。[2]
- 2012年（平成24年）
  - 4月1日 - ユーカリが丘方面行き無料送迎バス運行開始[12]。
- 2013年（平成25年）
  - 3月31日 - ユーカリが丘方面行き無料送迎バス運行終了[12]。
- 2015年（平成27年）
  - 2月2日 - セブン&アイ・クリエイトリンクによるプロパティマネジメント業務受託が開始[13]。
  - 2月10日 - ケネディクス商業リート投資法人がフルルガーデン八千代を148億円で取得[14]。
- 2018年（平成30年）
  - 5月 - イトーヨーカドーの屋上広告塔に「ハトマーク[11]」が約13年ぶりに復活。
  - 8月26日 - 開業当初から営業していたアカチャンホンポがイトーヨーカドー四街道店へ移転[15][16]。
- 2019年（令和元年）
  - 9月27日 - ケネディクス商業リート投資法人がフルルガーデン八千代を152億円で売却した。売却先は非公表である[17][18]。
- 2021年（令和3年）
  - 2月28日 - イトーヨーカドー棟の一部フロアが改装工事により閉店。
  - 9月30日 - 勝田台駅行きの無料送迎バスが運行終了[19]。
  - 10月24日 - 専門店モール棟のテナント営業を終了。これに伴いアベイルやGAPなどの一部テナントが閉店。
  - 10月27日 - リニューアルオープン[20]。専門店がイトーヨーカドー棟へ集約された。営業時間が全館10:00～21:00に統一された。
  - 11月7日 - 専門店モール棟の立体駐車場が利用終了。この日をもって、専門店モール棟は完全に閉鎖された。
  - 11月8日  - 旧専門店モール棟の解体工事が開始。イトーヨーカドー棟との連絡通路類も全て解体された。

- 2022年（令和4年）
  - 10月21日 - 三井物産リアルティ･マネジメントによるアセットマネジメント業務受託が開始[21]。
  - 10月29日 - 開業20周年。

## テナント
- 主なテナントはコジマ×ビックカメラ、スーパースポーツゼビオ、デコホーム、イトーヨーカドー、ユニクロ、マツモトキヨシ、ダイソー
- 詳細は公式サイト「ショップガイド」「フロアマップ」を参照。

### 過去の主なテナント

#### 専門店モール棟(現在は解体済)
- GAP
- ニトリ
- アカチャンホンポ
- アベイル
- マライカ
- マザーガーデン
- 織部
- ORIHICA
- サンリオギフトゲート
- どんぐり共和国
- サンルージュ
- ピクニックマーケットbyミキハウス
- コミュニティプラザ
- BODYMAKER
- 八千代村上カルチャーセンター
- ハピピランド
- マクドナルド
- 築地銀だこ
- クレージークレープス
- 和ダイニング 四六時中
- 元祖 にんにくや
- 武膳
- 江戸屋[22]

#### イトーヨーカドー棟
- オランダ家
- 白洋舍
- パンダレコード
- 新星堂
- タリーズコーヒー
- スタジオマリオ
- JTB
- セブン保険ショップ[23]
- 大戸屋
- ポポラマーマ
- 平禄寿司
- ファミール
- ポッポ
- サーティワンアイスクリーム
- リンガーハット
- ロッテリア
- はなまる屋